# Spaghetti road
Spaghetti Road  er en dansk YouTube-kanal, redigeret af Sebastian Holdum, med cirka 401.000 abonnenter, der laver videoer om geopolitik og rejser. Kanalen opnåede stor succes på YouTube med videoerne, hvor Sebastian forsøgte at samle alle verdens flag uden at bruge penge ved hjælp af et Python-script, der sendte e-mails til konsulater med anmodninger om flag. Senere fokuserede kanalen på en rejse, hvor Sebastian og hans venner kørte fra Danmark til Kina i en gammel bil.